# 75 grandes jogadores da história da NBA

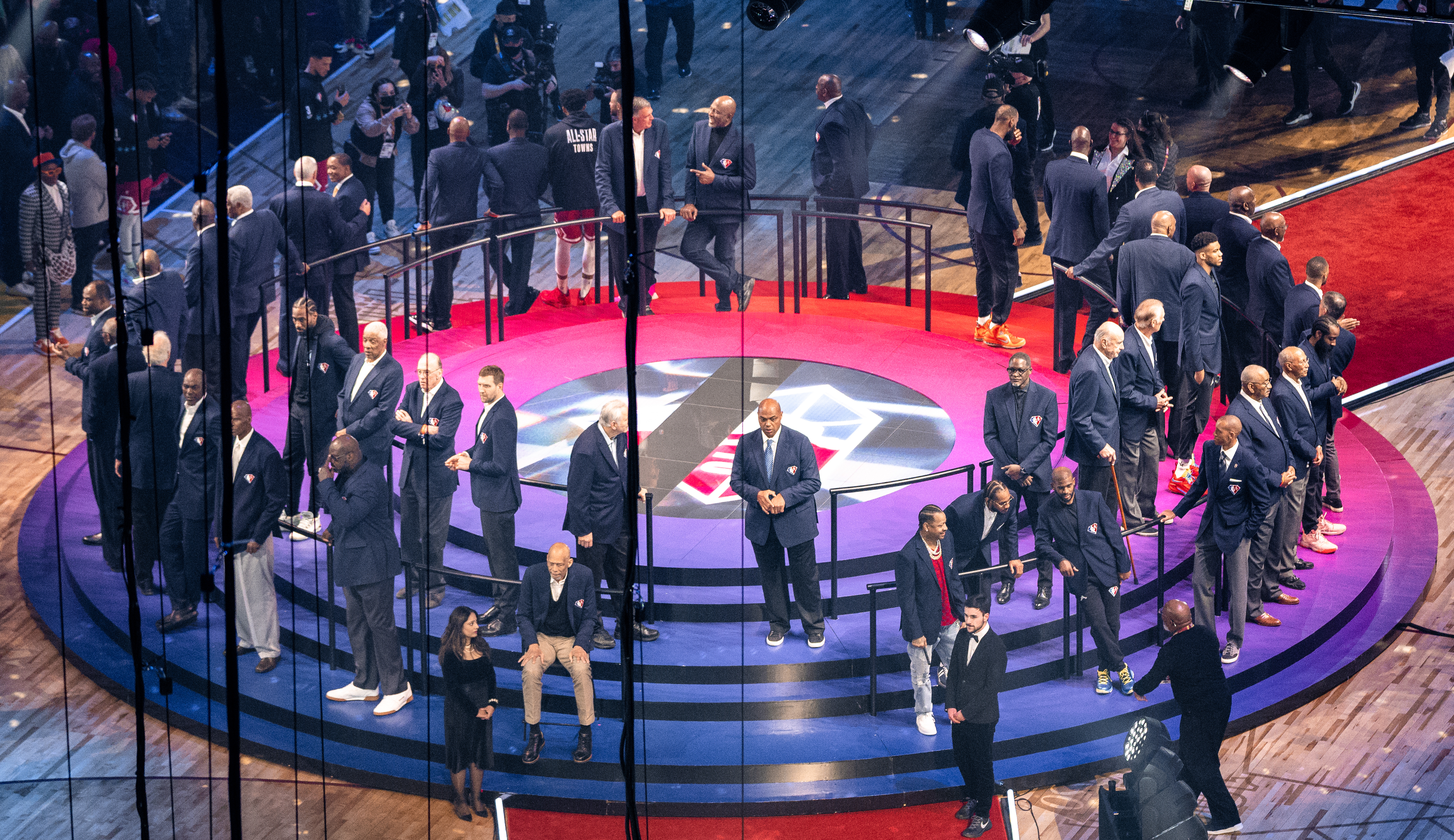
45 dos membros da lista no All-Star Game da NBA de 2022.

Os 75 maiores jogadores da história da NBA (ou, como no original em inglês, 75 Greatest Players in National Basketball Association History, também conhecido como: NBA 75th Anniversary Team ou NBA 75)  foram escolhidos em 2021, em comemoração ao aniversário de 75 anos de fundação da liga. Semelhante aos 50 grandes jogadores da história da NBA em 1996, melhores jogadores de basquete do mundo, um painel de membros da mídia, jogadores atuais e ex-jogadores, treinadores, gerentes gerais e executivos de equipe selecionou os maiores jogadores da história da liga. Com a tarefa de compilar uma lista de 75 jogadores, o comitê nomeou 76 devido a um empate na votação. A lista faz parte da celebração do aniversário da liga durante a temporada de 2021–22. O anúncio durante o intervalo do All-Star Game da NBA de 2022 trouxe 45 dos jogadores presencialmente, fora 15 já tendo falecido, 13 aparecendo virtualmente, e três (Nate Archibald, Anthony Davis e Kevin Durant) completamente ausentes.

## Processo de Seleção
A lista foi feita por meio de votação compilada por um painel de mídia, jogadores atuais e ex-jogadores, treinadores, gerentes gerais e executivos de equipes. A NBA afirmou que os jogadores foram "selecionados por serem pioneiros que ajudaram a moldar, definir e redefinir o jogo".

## Jogadores selecionados

### A Lista
No momento da seleção, os jogadores selecionados combinaram 158 campeonatos da NBA, 62 prêmios de Jogador Mais Valioso (MVP), 48 prêmios de MVP das Finais e 730 seleções All-Star. Dos 76 jogadores, todos os 50 membros da equipe do 50º aniversário foram selecionados. Onze jogadores (Giannis Antetokounmpo, Carmelo Anthony, Stephen Curry, Anthony Davis, Kevin Durant, James Harden, LeBron James, Kawhi Leonard, Damian Lillard, Chris Paul e Russell Westbrook) estiveram ativos na temporada de 2021–2022, durante a qual a lista foi anunciada. Quatro deles (Anthony, Davis, James e Westbrook) jogaram pelo Los Angeles Lakers na temporada de 2021–22 . Muitos dos jogadores selecionados foram introduzidos no Naismith Memorial Basketball Hall of Fame. Dirk Nowitzki e Dwyane Wade são os únicos jogadores aposentados da lista que não foram incluídos no Hall da Fama, mas serão elegíveis em 2023. Alguns jogadores faleceram, incluindo Wes Unseld, Paul Arizin, George Mikan, Moses Malone, Hal Greer, Wilt Chamberlain, John Havlicek, Bill Sharman, Elgin Baylor, Kobe Bryant, Dave DeBusschere e Pete Maravich. Antetokounmpo foi o jogador escolhido mais recentemente, tendo sido selecionado no draft de 2013 apenas oito anos antes da formação da lista; Leonard (2011), Lillard e Davis (2012  também foram selecionados menos de uma década antes de serem nomeados para a equipe.
O anúncio da NBA revelou 25 membros da lista todos os dias de 19 de outubro a 21 de outubro de 2021.
| Itálico  | Itálico   | Jogadores em atividade na época do anúncio  | Jogadores em atividade na época do anúncio  | Jogadores em atividade na época do anúncio  | Jogadores em atividade na época do anúncio  | Jogadores em atividade na época do anúncio  |
| All Star | All Star  | Número de aparições no All-Star Game        | Número de aparições no All-Star Game        | Número de aparições no All-Star Game        | Número de aparições no All-Star Game        | Número de aparições no All-Star Game        |
| Ano      | Ano       | Ano da Nomeação ao Hall da Fama do Basquete | Ano da Nomeação ao Hall da Fama do Basquete | Ano da Nomeação ao Hall da Fama do Basquete | Ano da Nomeação ao Hall da Fama do Basquete | Ano da Nomeação ao Hall da Fama do Basquete |
| G        | Armadores | Armadores                                   | F                                           | Alas                                        | C                                           | Pivô                                        |
| Pos      | Posição   | Posição                                     | Pts                                         | Pontos                                      | Reb                                         | Rebotes                                     |
| Ast      | Ast       | Assistências                                | Assistências                                | MVP                                         | Most Valuable Player                        | Most Valuable Player                        |

Nota: Estatísticas correspondentes até o fim da temporada de 2020–21, a última na qual um jogador da lista dos 75 maiores ainda estava em atividade.
| Nome                  | Times que jogou (anos) | Pos | Pts    | Reb    | Ast    | Campeonatos                                                           | MVP(s)                                 | Finals MVP                             | All-Star | All-NBA | HoF Ano | Ref.   |
| --------------------- | --- | --- | ------ | ------ | ------ | --------------------------------------------------------------------- | -------------------------------------- | -------------------------------------- | -------- | ------- | ------- | ------ |
| Kareem Abdul-Jabbar   | Milwaukee Bucks (1969–1975) Los Angeles Lakers (1975–1989) | C   | 38,387 | 17,440 | 5,660  | 6 (1971, 1980, 1982, 1985 ,1987, 1988)                                | 6 (1971, 1972, 1974, 1976, 1977, 1980) | 2 (1971, 1985)                         | 19       | 15      | 1995    | [ 10 ] |
| Ray Allen             | Milwaukee Bucks (1996–2003) Seattle SuperSonics (2003–2007) Boston Celtics (2007–2012) Miami Heat (2012–2014)                                                                                                  | G   | 24,505 | 5,272  | 4,361  | 2 (2008, 2013)                                                        | —                                      | —                                      | 10       | 2       | 2018    | [ 11 ] |
| Giannis Antetokounmpo | Milwaukee Bucks (2013–2021) | F   | 12,319 | 5,371  | 2,632  | 1 (2021)                                                              | 2 (2019, 2020)                         | 1 (2021)                               | 5        | 5       | TBD     | [ 12 ] |
| Carmelo Anthony       | Denver Nuggets (2003–2011) New York Knicks (2011–2017) Oklahoma City Thunder (2017-2018) Houston Rockets (2018-2019) Portland Trail Blazers (2019–2021)                                                        | F   | 27,370 | 7,520  | 3,354  | —                                                                     | —                                      | —                                      | 10       | 6       | TBD     | [ 13 ] |
| Nate Archibald        | Cincinnati Royals / Kansas City-Omaha / Kansas City Kings (1970–1976) New York Nets (1976-1977) Boston Celtics (1977–1983) Milwaukee Bucks (1983-1984)                                                         | G   | 16,481 | 2,046  | 6,476  | 1 (1981)                                                              | —                                      | —                                      | 6        | 5       | 1991    | [ 14 ] |
| Paul Arizin           | Philadelphia Warriors (1950–1952, 1954–1962) | F   | 16,266 | 6,129  | 1,665  | 1 (1956)                                                              | —                                      | —                                      | 10       | 4       | 1978    | [ 15 ] |
| Charles Barkley       | Philadelphia 76ers (1984–1992) Phoenix Suns (1992–1996) Houston Rockets (1996–2000) | F   | 23,757 | 12,546 | 4,215  | —                                                                     | 1 (1993)                               | —                                      | 11       | 11      | 2006    | [ 16 ] |
| Rick Barry            | San Francisco / Golden State Warriors (1965–1967, 1972–1978) Houston Rockets (1978–1980) | F   | 18,395 | 5,168  | 4,017  | 1 (1975)                                                              | —                                      | 1 (1975)                               | 8        | 6       | 1987    | [ 17 ] |
| Elgin Baylor          | Minneapolis / Los Angeles Lakers (1958–1971) | F   | 23,149 | 11,463 | 3,650  | —                                                                     | —                                      | —                                      | 11       | 10      | 1977    | [ 18 ] |
| Dave Bing             | Detroit Pistons (1966–1975) Washington Bullets (1975–1977) Boston Celtics (1977-1978) | G   | 18,327 | 3,420  | 5,397  | —                                                                     | —                                      | —                                      | 7        | 3       | 1990    | [ 19 ] |
| Larry Bird            | Boston Celtics (1979–1992) | F   | 21,791 | 8,974  | 5,695  | 3 (1981, 1984, 1986)                                                  | 3 (1984, 1985, 1986)                   | 2 (1984, 1986)                         | 12       | 10      | 1998    | [ 20 ] |
| Kobe Bryant           | Los Angeles Lakers (1996–2016) | G   | 33,643 | 7,047  | 6,306  | 5 (2000, 2001, 2002, 2009, 2010)                                      | 1 (2008)                               | 2 (2009, 2010)                         | 18       | 15      | 2020    | [ 21 ] |
| Wilt Chamberlain      | Philadelphia / San Francisco Warriors (1959–1965) Philadelphia 76ers (1965–1968) Los Angeles Lakers (1968–1973)                                                                                                | C   | 31,419 | 23,924 | 4,643  | 2 (1967, 1972)                                                        | 4 (1960, 1966, 1967, 1968)             | 1 (1972)                               | 13       | 10      | 1979    | [ 22 ] |
| Bob Cousy             | Boston Celtics (1950–1963) Cincinnati Royals (1969-1970) | G   | 16,960 | 4,786  | 6,955  | 6 (1957, 1959, 1960, 1961, 1962, 1963)                                | 1 (1957)                               | —                                      | 13       | 12      | 1971    | [ 23 ] |
| Dave Cowens           | Boston Celtics (1970–1980) Milwaukee Bucks (1982-1983) | C   | 13,516 | 10,444 | 2,910  | 2 (1974, 1976)                                                        | 1 (1973)                               | —                                      | 7        | 3       | 1991    | [ 24 ] |
| Billy Cunningham      | Philadelphia 76ers (1965–1972, 1974–1976) | F   | 13,626 | 6,638  | 2,625  | 1 (1967)                                                              | —                                      | —                                      | 5        | 4       | 1986    | [ 25 ] |
| Stephen Curry         | Golden State Warriors (2009–2021) | G   | 18,434 | 3,503  | 4,984  | 3 (2015, 2017, 2018)                                                  | 2 (2015, 2016)                         | –                                      | 7        | 7       | TBD     | [ 26 ] |
| Anthony Davis         | New Orleans Hornets / Pelicans (2012–2019) Los Angeles Lakers (2019–2021) | F/C | 13,463 | 5,769  | 1,292  | 1 (2020)                                                              | —                                      | —                                      | 8        | 4       | TBD     | [ 27 ] |
| Dave DeBusschere      | Detroit Pistons (1962–1968) New York Knicks (1968–1974) | F   | 14,053 | 9,618  | 2,497  | 2 (1970, 1973)                                                        | —                                      | —                                      | 8        | 1       | 1983    | [ 28 ] |
| Clyde Drexler         | Portland Trail Blazers (1983–1995) Houston Rockets (1995–1998) | G   | 22,195 | 6,677  | 6,125  | 1 (1995)                                                              | —                                      | —                                      | 10       | 5       | 2004    | [ 29 ] |
| Tim Duncan            | San Antonio Spurs (1997–2016) | F/C | 26,496 | 15,091 | 4,225  | 5 (1999, 2003, 2005, 2007, 2014)                                      | 2 (2002, 2003)                         | 3 (1999, 2003, 2005)                   | 15       | 15      | 2020    | [ 30 ] |
| Kevin Durant          | Seattle SuperSonics / Oklahoma City Thunder (2007–2016) Golden State Warriors (2016–2019) Brooklyn Nets (2020-2021)                                                                                            | F   | 23,883 | 6,239  | 3,681  | 2 (2017, 2018)                                                        | 1 (2014)                               | 2 (2017, 2018)                         | 11       | 9       | TBD     | [ 31 ] |
| Julius Erving         | Philadelphia 76ers (1976–1987) | F   | 18,364 | 5,601  | 3,224  | 1 (1983)                                                              | 1 (1981)                               | —                                      | 11       | 7       | 1993    | [ 32 ] |
| Patrick Ewing         | New York Knicks (1985–2000) Seattle SuperSonics (2000-2001) Orlando Magic (2001-2002) | C   | 24,815 | 11,607 | 2,215  | —                                                                     | —                                      | —                                      | 11       | 7       | 2008    | [ 33 ] |
| Walt Frazier          | New York Knicks (1967–1977) Cleveland Cavaliers (1977–1980) | G   | 15,581 | 4,830  | 5,040  | 2 (1970, 1973)                                                        | —                                      | —                                      | 7        | 6       | 1987    | [ 34 ] |
| Kevin Garnett         | Minnesota Timberwolves (1995–2007, 2015–2016) Boston Celtics (2007–2013) Brooklyn Nets (2013–2015) | F/C | 26,071 | 14,662 | 5,445  | 1 (2008)                                                              | 1 (2004)                               | —                                      | 15       | 9       | 2020    | [ 35 ] |
| George Gervin         | San Antonio Spurs (1976–1985) Chicago Bulls (1985-1986) | G   | 20,708 | 3,607  | 2,214  | —                                                                     | —                                      | —                                      | 9        | 7       | 1996    | [ 36 ] |
| Hal Greer             | Syracuse Nationals / Philadelphia 76ers (1958–1973) | G   | 21,586 | 5,665  | 4,540  | 1 (1967)                                                              | —                                      | —                                      | 10       | 7       | 1982    | [ 37 ] |
| James Harden          | Oklahoma City Thunder (2009–2012) Houston Rockets (2012–2021) Brooklyn Nets (2021) | G   | 22,045 | 4,794  | 5,730  | —                                                                     | 1 (2018)                               | —                                      | 9        | 7       | TBD     | [ 38 ] |
| John Havlicek         | Boston Celtics (1962–1978) | F/G | 26,395 | 8,007  | 6,114  | 8 (1963, 1964, 1965, 1966, 1968, 1969, 1974, 1976)                    | —                                      | 1 (1974)                               | 13       | 11      | 1984    | [ 39 ] |
| Elvin Hayes           | San Diego / Houston Rockets (1968–1972, 1981–1984) Baltimore / Capital / Washington Bullets (1972–1981) | F/C | 27,313 | 16,279 | 2,398  | 1 (1978)                                                              | —                                      | —                                      | 12       | 6       | 1990    | [ 40 ] |
| Allen Iverson         | Philadelphia 76ers (1996–2006, 2009-2010) Denver Nuggets (2006–2008) Detroit Pistons (2008-2009) Memphis Grizzlies (2009)                                                                                      | G   | 24,368 | 3,394  | 5,624  | —                                                                     | 1 (2001)                               | —                                      | 11       | 8       | 2016    | [ 41 ] |
| LeBron James          | Cleveland Cavaliers (2003–2010, 2014–2018) Miami Heat (2010–2014) Los Angeles Lakers (2018–2021) | F   | 35,367 | 9,751  | 9,696  | 4 (2012, 2013, 2016, 2020)                                            | 4 (2009, 2010, 2012, 2013)             | 4 (2012, 2013, 2016, 2020)             | 17       | 17      | TBD     | [ 42 ] |
| Magic Johnson         | Los Angeles Lakers (1979–1991, 1996) | G   | 17,707 | 6,559  | 10,141 | 5 (1980, 1982, 1985, 1987, 1988)                                      | 3 (1987, 1989, 1990)                   | 3 (1980, 1982, 1987)                   | 12       | 10      | 2002    | [ 43 ] |
| Sam Jones             | Boston Celtics (1957–1969) | G   | 15,411 | 4,305  | 2,209  | 10 (1959, 1960, 1961, 1962, 1963, 1964, 1965, 1966, 1968, 1969)       | —                                      | —                                      | 5        | 3       | 1984    | [ 44 ] |
| Michael Jordan        | Chicago Bulls (1984–1993, 1995–1998) Washington Wizards (2001–2003) | G   | 32,292 | 6,672  | 5,633  | 6 (1991, 1992, 1993, 1996, 1997, 1998)                                | 5 (1988, 1991, 1992, 1996, 1998)       | 6 (1991, 1992, 1993, 1996, 1997, 1998) | 14       | 11      | 2009    | [ 45 ] |
| Jason Kidd            | Dallas Mavericks (1994–1996, 2008–2012) Phoenix Suns (1996–2001) New Jersey Nets (2001–2008) New York Knicks (2012-2013)                                                                                       | G   | 17,529 | 8,725  | 12,091 | 1 (2011)                                                              | —                                      | —                                      | 10       | 6       | 2018    | [ 46 ] |
| Kawhi Leonard         | San Antonio Spurs (2011–2018) Toronto Raptors (2018-2019) Los Angeles Clippers (2019–2021) | F   | 11,085 | 3,689  | 1,672  | 2 (2014, 2019)                                                        | None                                   | 2 (2014, 2019)                         | 5        | 5       | TBD     | [ 47 ] |
| Damian Lillard        | Portland Trail Blazers (2012–2021) | G   | 16,815 | 2,856  | 4,514  | —                                                                     | —                                      | —                                      | 6        | 6       | TBD     | [ 48 ] |
| Jerry Lucas           | Cincinnati Royals (1963–1969) San Francisco Warriors (1969–1971) New York Knicks (1971–1974) | F   | 14,053 | 12,942 | 2,732  | 1 (1973)                                                              | —                                      | —                                      | 7        | 5       | 1980    | [ 49 ] |
| Karl Malone           | Utah Jazz (1985–2003) Los Angeles Lakers (2003-2004) | F   | 36,928 | 14,968 | 5,248  | —                                                                     | 2 (1997, 1999)                         | —                                      | 14       | 14      | 2010    | [ 50 ] |
| Moses Malone          | Buffalo Braves (1976) Houston Rockets (1976–1982) Philadelphia 76ers (1982–1986, 1993-1994) Washington Bullets (1986–1988) Atlanta Hawks (1988–1991) Milwaukee Bucks (1991–1993) San Antonio Spurs (1994-1995) | C   | 27,409 | 16,212 | 1,796  | 1 (1983)                                                              | 3 (1979, 1982, 1983)                   | 1 (1983)                               | 12       | 8       | 2001    | [ 51 ] |
| Pete Maravich         | Atlanta Hawks (1970–1974) New Orleans / Utah Jazz (1974–1980) Boston Celtics (1980) | G   | 15,948 | 2,747  | 3,563  | —                                                                     | —                                      | —                                      | 5        | 4       | 1987    | [ 52 ] |
| Bob McAdoo            | Buffalo Braves (1970–1976) New York Knicks (1976–1979) Boston Celtics (1979) Detroit Pistons (1979–1981) Los Angeles Lakers (1981–1985) Philadelphia 76ers (1986)                                              | F/C | 18,787 | 8,048  | 1,951  | 2 (1982, 1985)                                                        | 1 (1975)                               | —                                      | 5        | 2       | 2000    | [ 53 ] |
| Kevin McHale          | Boston Celtics (1980–1993) | F   | 17,335 | 7,122  | 1,670  | 3 (1981, 1984, 1986)                                                  | —                                      | —                                      | 7        | 1       | 1999    | [ 54 ] |
| George Mikan          | Minneapolis Lakers (1948–1956) | C   | 10,156 | 4,167  | 1,245  | 5 (1949, 1950, 1952, 1953, 1954)                                      | —                                      | —                                      | 4        | 6       | 1959    | [ 55 ] |
| Reggie Miller         | Indiana Pacers (1987–2005) | G   | 25,279 | 4,182  | 4,141  | —                                                                     | —                                      | —                                      | 5        | 3       | 2012    | [ 56 ] |
| Earl Monroe           | Baltimore Bullets (1967–1971) New York Knicks (1971–1980) | G   | 17,454 | 2,796  | 3,594  | 1 (1973)                                                              | —                                      | —                                      | 4        | 1       | 1990    | [ 57 ] |
| Steve Nash            | Phoenix Suns (1996–1998, 2004–2012) Dallas Mavericks (1998–2004) Los Angeles Lakers (2012–2016) | G   | 17,387 | 3,642  | 10,335 | —                                                                     | 2 (2005, 2006)                         | —                                      | 8        | 7       | 2018    | [ 58 ] |
| Dirk Nowitzki         | Dallas Mavericks (1998–2019) | F   | 31,560 | 11,489 | 3,651  | 1 (2011)                                                              | 1 (2007)                               | 1 (2011)                               | 14       | 12      | TBD     | [ 59 ] |
| Hakeem Olajuwon       | Houston Rockets (1984–2001) Toronto Raptors (2001-2002) | C   | 26,946 | 13,748 | 3,058  | 2 (1994, 1995)                                                        | 1 (1994)                               | 2 (1994, 1995)                         | 12       | 12      | 2008    | [ 60 ] |
| Shaquille O'Neal      | Orlando Magic (1992–1996) Los Angeles Lakers (1996–2004) Miami Heat (2004–2008) Phoenix Suns (2008–2009) Cleveland Cavaliers (2009-2010) Boston Celtics (2010-2011)                                            | C   | 28,596 | 13,099 | 3,026  | 4 (2000, 2001, 2002, 2006)                                            | 1 (2000)                               | 3 (2000, 2001, 2002)                   | 15       | 14      | 2016    | [ 61 ] |
| Robert Parish         | Golden State Warriors (1976–1980) Boston Celtics (1980–1994) Charlotte Hornets (1994–1996) Chicago Bulls (1996-1997)                                                                                           | C   | 23,334 | 14,715 | 2,180  | 4 (1981, 1984, 1986, 1997)                                            | —                                      | —                                      | 9        | 2       | 2003    | [ 62 ] |
| Chris Paul            | New Orleans Hornets (2005–2011) Los Angeles Clippers (2011–2017) Houston Rockets (2017–2019) Oklahoma City Thunder (2019-2020) Phoenix Suns (2020-2021)                                                        | G   | 19,978 | 4,923  | 10,275 | —                                                                     | —                                      | —                                      | 11       | 10      | TBD     | [ 63 ] |
| Gary Payton           | Seattle SuperSonics (1990–2003) Milwaukee Bucks (2003) Los Angeles Lakers (2003-2004) Boston Celtics (2004-2005) Miami Heat (2005–2007)                                                                        | G   | 21,813 | 5,269  | 8,966  | 1 (2006)                                                              | —                                      | —                                      | 9        | 9       | 2013    | [ 64 ] |
| Bob Pettit            | Milwaukee / St. Louis Hawks (1954–1965) | F   | 20,880 | 12,849 | 2,369  | 1 (1957-58)                                                           | 2 (1956, 1959)                         | —                                      | 11       | 11      | 1971    | [ 65 ] |
| Paul Pierce           | Boston Celtics (1999–2013) Brooklyn Nets (2013-2014) Washington Wizards (2014-2015) Los Angeles Clippers (2015–2017)                                                                                           | F   | 26,397 | 7,527  | 4,708  | 1 (2008)                                                              | None                                   | 1 (2008)                               | 10       | 4       | 2021    | [ 66 ] |
| Scottie Pippen        | Chicago Bulls (1987–1998, 2003-2004) Houston Rockets (1999) Portland Trail Blazers (1999–2003) | F   | 18,940 | 7,494  | 6,135  | 6 (1991, 1992, 1993, 1996, 1997, 1998)                                | —                                      | —                                      | 7        | 7       | 2010    | [ 67 ] |
| Willis Reed           | New York Knicks (1964–1974) | C/F | 12,183 | 8,414  | 1,186  | 2 (1970, 1973)                                                        | 1 (1970)                               | 2 (1970, 1973)                         | 7        | 5       | 1982    | [ 68 ] |
| Oscar Robertson       | Cincinnati Royals (1960–1970) Milwaukee Bucks (1970–1974) | G   | 26,710 | 7,804  | 9,887  | 1 (1971)                                                              | 1 (1964)                               | —                                      | 12       | 11      | 1980    | [ 69 ] |
| David Robinson        | San Antonio Spurs (1989–2003) | C   | 20,790 | 10,497 | 2,441  | 2 (1999, 2003)                                                        | 1 (1995)                               | —                                      | 10       | 10      | 2009    | [ 70 ] |
| Dennis Rodman         | Detroit Pistons (1986–1993) San Antonio Spurs (1993–1995) Chicago Bulls (1995–1998) Los Angeles Lakers (1999) Dallas Mavericks (2000)                                                                          | F   | 6,683  | 11,954 | 1,600  | 5 (1989, 1990, 1996, 1997, 1998)                                      | —                                      | —                                      | 2        | 2       | 2011    | [ 71 ] |
| Bill Russell          | Boston Celtics (1956–1969) | C   | 14,522 | 21,620 | 4,100  | 11 (1957, 1959, 1960, 1961, 1962, 1963, 1964, 1965, 1966, 1968, 1969) | 5 (1958, 1961, 1962, 1963, 1965)       | —                                      | 12       | 11      | 1975    | [ 72 ] |
| Dolph Schayes         | Syracuse Nationals / Philadelphia 76ers (1949–1964) | F   | 18,438 | 11,256 | 3,072  | 1 (1955)                                                              | —                                      | —                                      | 12       | 12      | 1973    | [ 73 ] |
| Bill Sharman          | Washington Capitols (1950-1951) Boston Celtics (1951–1961) | G   | 12,665 | 2,779  | 2,101  | 4 (1957, 1959, 1960, 1961)                                            | —                                      | —                                      | 8        | 7       | 1976    | [ 74 ] |
| John Stockton         | Utah Jazz (1984–2003) | G   | 19,711 | 4,051  | 15,806 | —                                                                     | —                                      | —                                      | 10       | 11      | 2009    | [ 75 ] |
| Isiah Thomas          | Detroit Pistons (1981–1994) | G   | 18,822 | 3,478  | 9,061  | 2 (1989, 1990)                                                        | None                                   | 1 (1990)                               | 12       | 5       | 2000    | [ 76 ] |
| Nate Thurmond         | San Francisco / Golden State Warriors (1963–1974) Chicago Bulls (1974–1975) Cleveland Cavaliers (1975–1977) | C   | 14,437 | 14,464 | 2,575  | —                                                                     | —                                      | —                                      | 7        | 0       | 1985    | [ 77 ] |
| Wes Unseld            | Baltimore / Capital / Washington Bullets (1968–1981) | C   | 10,624 | 13,769 | 3,822  | 1 (1978)                                                              | 1 (1969)                               | 1 (1978)                               | 5        | 1       | 1988    | [ 78 ] |
| Dwyane Wade           | Miami Heat (2003–2016, 2018–2019) Chicago Bulls (2016-2017) Cleveland Cavaliers (2017-2018) | G   | 23,165 | 4,933  | 5,701  | 3 (2006, 2012, 2013)                                                  | —                                      | 1 (2006)                               | 13       | 8       | TBD     | [ 79 ] |
| Bill Walton           | Portland Trail Blazers (1974–1978) San Diego / Los Angeles Clippers (1979,1982–1985) Boston Celtics (1985–1987)                                                                                                | C   | 6,215  | 4,923  | 1,590  | 2 (1977, 1986)                                                        | 1 (1978)                               | 1 (1977)                               | 2        | 2       | 1993    | [ 80 ] |
| Jerry West            | Los Angeles Lakers (1960–1974) | G   | 25,192 | 5,366  | 6,238  | 1 (1972)                                                              | —                                      | 1 (1969)                               | 14       | 12      | 1980    | [ 81 ] |
| Russell Westbrook     | Oklahoma City Thunder (2008–2019) Houston Rockets (2019-2020) Washington Wizards (2020-2021) | G   | 21,857 | 6,961  | 8,061  | —                                                                     | 1 (2017)                               | —                                      | 9        | 9       | TBD     | [ 82 ] |
| Lenny Wilkens         | St. Louis Hawks (1960−1968) Seattle SuperSonics (1968–1972) Cleveland Cavaliers (1972–1974) Portland Trail Blazers (1974-1975)                                                                                 | G   | 17,772 | 5,030  | 7,211  | —                                                                     | —                                      | —                                      | 9        | 0       | 1989    | [ 83 ] |
| Dominique Wilkins     | Atlanta Hawks (1982–1994) Los Angeles Clippers (1994) Boston Celtics (1994-1995) San Antonio Spurs (1996-1997) Orlando Magic (1999)                                                                            | F   | 26,668 | 7,169  | 2,677  | —                                                                     | —                                      | —                                      | 9        | 7       | 2006    | [ 82 ] |
| James Worthy          | Los Angeles Lakers (1982–1994) | F   | 16,320 | 4,708  | 2,791  | 3 (1985, 1987, 1988)                                                  | —                                      | 1 (1988)                               | 7        | 2       | 2003    | [ 84 ] |